# Уилям Уайлър
Уилям Уайлър (на английски: William Wyler) е американски филмов режисьор, сценарист и продуцент, роден през 1902 година, починал през 1981 година.

## Награди
Името на Уайлър остава в киноиндустрията като един от най-титулуваните режисьори. Със своите дванадесет номинации за награда „Оскар за най-добър режисьор“, той е най-номинираният режисьор в историята на филмовата академия на САЩ. Филмите му „Бен-Хур“ (1959), „Най-добрите години от нашия живот“ (1946), „Госпожа Минивър“ (1942), „Римска ваканция“ (1953) и др. печелят както възторжени акламации сред критиката, така и високи позиции в боксофис класациите. В произведенията му блестят имената на големи звезди от златния период на Холивуд – Кърк Дъглас, Бети Дейвис, Лорънс Оливие, Грегъри Пек, Одри Хепбърн, Хъмфри Богарт, Гари Купър и много други.
През 1976 г. Уилям Уайлър става четвъртият носител на учредената от Американския филмов институт награда за цялостен принос към американската култура.

## Филмография

### Частична режисьорска филмография
| Година | Филм                              | Оригинално заглавие         | Бележки                           |
| ------ | --------------------------------- | --------------------------- | --------------------------------- |
| 1936   | Додсуорт                          | Dodsworth                   |                                   |
| 1938   | Джезабел                          | Jezebel                     |                                   |
| 1940   | Писмото                           | The Letter                  | Номинация за „Оскар“              |
| 1940   | Западнякът                        | The Westerner               |                                   |
| 1942   | Госпожа Минивър                   | Mrs. Miniver                | Награда „Оскар“                   |
| 1946   | Най-добрите години от нашия живот | The Best Years of Our Lives | Награда „Оскар“                   |
| 1949   | Наследницата                      | The Heiress                 | Номинация за „Оскар“              |
| 1951   | Детективска история               | Detective Story             | Номинация за „Оскар“              |
| 1953   | Римска ваканция                   | Roman Holiday               | Номинация за „Оскар“              |
| 1955   | Отчаяни часове                    | The Desperate Hours         |                                   |
| 1958   | Голямата страна                   | The Big Country             |                                   |
| 1959   | Бен-Хур                           | Ben-Hur                     | Награди „Оскар“ и „Златен глобус“ |
| 1966   | Как да откраднеш милион           | How to Steal a Million      |                                   |
| 1968   | Забавно момиче                    | Funny Girl                  |                                   |